# Genucios Aventinenses
Los Genucios Aventinenses fueron una rama familiar plebeya de la gens Genucia. Tiene su origen en el tribuno de la plebe del siglo V a. C. Cneo Genucio. El cognomen deriva del monte Aventino, relacionado tradicionalmente con el movimiento plebeyo. En el siglo IV a. C., tres de sus miembros alcanzaron el consulado. La familia desaparece en el siglo III a. C.